# Varmo
Varmo (in friulano Vildivar) è un comune italiano di 2 620 abitanti del Friuli-Venezia Giulia.

## Origini del nome
Il nome Varmo è solo un adattamento italiano all'originale "Vil di Var".
Vil di Var, porterebbe a far credere che il paese Vil (villaggio) prenda il nome dall'omonimo fiume di sorgiva Varmo che scorre nei suoi pressi, ma non è così.
L'origine deriva dalla famiglia che fin dai primi anni dopo il 1000 d.C. aveva in gestione il feudo, la famiglia era quella dei Conti di Varmo. Da qui il nome Vil di Var, villa dei Varmo, toponimo con radici latine Villaggio dei Varmo.

## Storia

### Simboli
Lo stemma e il gonfalone sono stati concessi con regio decreto del 14 ottobre 1937.
Lo stemma è uno scudo troncato merlato di cinque pezzi: il primo di rosso, al filetto ondato d'argento; il secondo d'argento, alla banda di azzurro.
Il gonfalone è un drappo troncato di bianco e di rosso.

## Monumenti e luoghi d'interesse
- Chiesa di San Lorenzo Martire

## Società

### Evoluzione demografica
Abitanti censiti

### Lingue e dialetti
A Varmo, accanto alla lingua italiana, la popolazione utilizza la lingua friulana. Ai sensi della Deliberazione n. 2680 del 3 agosto 2001 della Giunta della Regione autonoma Friuli-Venezia Giulia, il Comune è inserito nell'ambito territoriale di tutela della lingua friulana ai fini della applicazione della legge 482/99, della legge regionale 15/96 e della legge regionale 29/2007.
La lingua friulana che si parla a Varmo rientra fra le varianti appartenenti al friulano centro-orientale.

## Cultura

### Letteratura
Il Varmo è il titolo di una novella paesana, pubblicata da Ippolito Nievo nel 1856 e ambientata nel mulino di Glaunicco, nel comune di Camino al Tagliamento.
A Varmo sono ambientati due romanzi di Sergio Maldini: La casa a nord-est e La stazione di Varmo.